# Derk Telnekes
Derk Telnekes (Deventer, 28 april 1995) is een Nederlandse dartsspeler die momenteel uitkomt voor de PDC. In 2020 won hij zijn PDC tourkaart voor 2020/2021.

## Resultaten op Wereldkampioenschappen

### BDO
- 2018: Laatste 32 (verloren van Geert de Vos met 1-3)
- 2019: Laatste 32 (verloren van Mark McGeeney met 1-3)

### PDC
- 2021: Laatste 96 (verloren van Nick Kenny met 2-3)